# 系年
《系年》是清华大学所收藏《清华简》中发现和整理出的一部记载周朝历史的史书，对于中国古代历史文化研究有着非常重要的价值。

## 简介
由《系年》记载的史事看，学者们推测该书约作于楚肃王时代，成书时间早于《竹书纪年》。《系年》共138支竹简，除个别残损之处外保存较好，全篇共分23章，概述了西周初年直到战国前期的历史。其中第1至第4章综说讲述西周起始到覆亡，自武王伐纣、周公东征，西周的覆亡、周平王东迁的历程，晉、鄭、楚、秦、衛等诸侯国兴起。第5章至第19章叙述春秋战国史事，第20至23章为战国早期的内容，下限为战国中期楚肅王时期。
《系年》的目的是讲述当时列国形势的由来与发展。特别是关于战国前期历史的各章，所记重大事迹多为传世文献所缺载，填补了古史的空白。书中记载多能与《左传》、《国语》、《史记》等有关文献参照印证，并补充和纠正了传世文献的记载，可以解决历史学和经学长期讨论的一些疑问，如周代设立“三监”、“共和执政”的确切含义、周平王东迁、秦人的源流等重大问题。
对于《系年》的文献性质，学术界尚在争议之中，目前无定论，“系年”也只是暂定名。宋镇豪认为《系年》是楚国史官所作具有纪年大事意义的史书。夏含夷认为中国上古时期主要有两种纪年形式的史书，一种是单国的历史编年；一种是多个国家综合、比较的编年体，《系年》属于后者。胡平生认为《系年》可能是一部相关史料的摘抄本，可能是楚国史官从周王室史官或从其他有纪年记录的史官记录中将有关楚国或者楚、晋关系的材料整理、编纂而成的，并非独立成篇的古书。
2011年12月19日，《清華大學藏戰國竹簡（貳）》出版发行，包括了《系年》全部的23章文献。

## 新闻报道
- 清华大学举行“清华简国际学术研讨会”
- 清华大学古文字学家：秦人始源从中国东部而来 （页面存档备份，存于）
- 清华简”解密:秦人最早居住在今甘肃甘谷西南 （页面存档备份，存于）
- 文化掠影:周初秦人居住于甘肃甘谷县西南朱圉山地区
- 清华简整理重见先秦史书 或证秦人始源并非西方 （页面存档备份，存于）
- 清华简关于秦人始源的重要发现：并非来自西方 （页面存档备份，存于）
- “清华简”《系年》正式出版　或将订正《史记》等典籍 Archive.today的存檔，存档日期2013-04-28
- 对《史记》等典籍或有重大订正作用的历史著作重新面世[永久]
- 清华简《系年》或有助填补周代研究空白
- 历史著作《系年》面世
- 清华简中发现珍贵史书《系年》
- “清华简”第二批成果发布
- 清华简真伪之争 （页面存档备份，存于）
- 武大教授罗运环：清华简揭示楚国名称由来

## 相关研究
- 尤鋭：〈從《繫年》虚詞的用法重審其文本的可靠性 （页面存档备份，存于）〉。
- 李学勤：〈清华简《系年》及有关古史问题 （页面存档备份，存于）〉。
- 清華簡《繫年》週年綜述 （页面存档备份，存于）
- 清华简《系年》与吴人入郢新探
- 孟蓬生：清華簡《繫年》初札（二則） （页面存档备份，存于）
- 袁金平：利用清華簡《繫年》校正《國語》韋注一例 （页面存档备份，存于）
- 虞同：讀《繫年》劄記（一） （页面存档备份，存于）
- 清華讀書會：《清華大學藏戰國竹簡》（貳）研讀劄記（一） （页面存档备份，存于）
- 魏宜輝：釋清華簡《繫年》簡93之“𨔵”字 （页面存档备份，存于）
- 讀書會：《清華（貳）》討論記錄  （页面存档备份，存于）
- 董珊：清華簡《繫年》所見的“衛叔封”（修訂稿） （页面存档备份，存于）
- 董珊：從出土文獻談曾分爲三  （页面存档备份，存于）
- 董珊：讀清華簡《繫年》  （页面存档备份，存于）
- 陶金：由《繫年》談衛文公事跡  （页面存档备份，存于）
- 清華讀書會：《清華大學藏戰國竹簡》（貳）研讀劄記（二） （页面存档备份，存于）
- 蘇建洲：利用《清華簡（貳）》考釋金文一則 （页面存档备份，存于）
- 董珊：讀清華簡《繫年》（續） （页面存档备份，存于）
- 小狐：讀《繫年》臆札 （页面存档备份，存于）
- 读《系年》札记（修订）（李锐）
- 读《系年》札记（二） （李锐）
- 清华简《系年》1～4章解析（子居）
- 清华简《系年》5～7章解析（子居）
- 陳  偉:讀清華簡《系年》札記（一） （页面存档备份，存于）
- 何有祖:讀《清華大學藏戰國竹簡（貳）》札記 （页面存档备份，存于）
- 宋華强:清華簡《繫年》奚齊之“奚”的字形 （页面存档备份，存于）
- 陳  偉:讀清華簡《系年》札記（二） （页面存档备份，存于）
- 宋華强:清華簡《繫年》“纂伐”之“纂” （页面存档备份，存于）
- 宋華强:清華簡《繫年》93號讀爲“隨”之字 （页面存档备份，存于）
- 伊  強:清華簡《繫年》中的“復仇”考 （页面存档备份，存于）
- 黃錫全:清華簡《系年》“从門从戈”字簡議  （页面存档备份，存于）
- 陳  偉:讀清華簡《系年》札記（三） （页面存档备份，存于）
- 黃  傑:據清華簡《繫年》釋讀楚簡二則 （页面存档备份，存于）
- 華東師範大學中文系戰國簡讀書小組:讀《清華大學藏戰國竹簡（貳）․繫年》書後（一） （页面存档备份，存于）
- 華東師範大學中文系戰國簡讀書小組:讀《清華大學藏戰國竹簡（貳）․繫年》書後（二） （页面存档备份，存于）
- 華東師範大學中文系戰國簡讀書小組:讀《清華大學藏戰國竹簡（貳）․繫年》書後（三） （页面存档备份，存于）
- 武家璧:清華簡《繫年》“幝幕” （页面存档备份，存于）
- 曹方向:小議清華簡《繫年》及郭店簡中的“京”字 （页面存档备份，存于）
- 楊  坤:由清華竹書《系年》反思子犯編鐘“西之六師” （页面存档备份，存于）
- 顏世鉉:說清華竹書《繫年》中的兩個“保”字 （页面存档备份，存于）
- 顏世鉉:清華竹書《繫年》“射于楚軍之門”試解 （页面存档备份，存于）
- 关于中国早期文献的一个假设[]
- 解读清华简：从《系年》看《纪年》
- 也說《清華簡·繫年》的“周亡王九年” （页面存档备份，存于）
- 讀《繫年》劄記三則 （页面存档备份，存于）
- 清華簡《繫年》所見越國史新史料  （页面存档备份，存于）
- 由清华簡《繫年》谈洹子孟姜壺相關問題 （页面存档备份，存于）
- 清華簡《繫年》读札之“息息侯” （页面存档备份，存于）
- 略說清華簡《繫年》的“烝” （页面存档备份，存于）
- 清華竹書《系年》“錄子”附麗 （页面存档备份，存于）
- 試談《繫年》中厥貉之會與晉吳伐楚的紀年 （页面存档备份，存于）